# Дубчицы
Дубчицы (укр. Дубчиці) — село в Локницкой сельской общине Варашского района Ровненской области Украины.
До 2020 года входило в Заречненский район.
Население по переписи 2001 года составляло 168 человек. Почтовый индекс — 34011. Телефонный код — 3632. Код КОАТУУ — 5622286202.